# Kiekeröjärvi, Norrbotten
Kiekeröjärvi är en sjö i Pajala kommun i Norrbotten och ingår i Torneälvens huvudavrinningsområde.